# Всеволожський район
Все́воложський муніципа́льний райо́н — муніципальне утворення в складі Ленінградської області Росії.
Адміністративний центр — місто Всеволожськ.

## Історія
Територія району отримала розвиток через розташування на Великому водному шляху «Із варяг в греки» і сухопутному шляху між Руссю і Скандинавією. Під час Німецько-радянської війни територією району проходила «Дорога Життя».

## Географія району
- Площа району 2852,6 км²
- Розташований в центральній частині Ленінградської області
- Межує:
  - на півночі — з Приозерським районом
  - на південному сході — з Кіровським районом
  - на південному заході — з Санкт-Петербургом
  - на заході — з Виборзьким районом
- На сході межа прямує Ладозьким озером
- На території району розташовані озера: Лемболовське, Кавголовське, Хепоярві, Волоярві.
- По території району протікає річка Охта, південна межа прямує річищем Неви.

Через південну частину району проходить федеральна траса «Санкт-Петербург-Мурманськ». Також через територію району проходить частина Кільцевої автодороги (КАД).
Всеволожський район єдиний в області має станцію метрополітену («Дев'яткіно») та аеропорт «Ржевка» (зараз закритий).
Існуючий з 1879 року Ржевський полігон ділить район приблизно на дві рівні частини — північну і південну.

## Природа
Попри відносно невеликі розміри Всеволожського району, його природа досить різноманітна. Особливістю є його геоекологічне розташування — район є своєрідним «буфером» між Санкт-Петербургом і Ладогою.

### Рельєф
Територія району — рівнина, низька і майже плоска в східних і південних частинах, а на заході і північному заході з пагорбами. Максимальні висоти над рівнем моря досягають 170—180 метрів на півночі району. Найнижчі — біля Неви — менше 1 м. Для рельєфу характерна чітко виражена ступінчастість і наявність трьох великих орографічних одиниць: Центральної височини Карельського перешийка (Лемболовська височина), частини Приладозької низовини і правобережної частини Приневської низини. Найвищий терен — Лемболовська височина — в центральній частині має вирівняний платоподібний характер і контрастний горбисто-пасмовий — по східній периферії.

## Адміністративно-територіальний поділ
З 1 січня 2006 територія Всеволожського району поділяється на 20 муніципальних утворень: 8 міських і 12 сільських поселень.
| Назва МУ                            | Населення (2005 рік, чол.) | Кіл-сть НП | Адміністративний центр |
| ----------------------------------- | -------------------------- | ---------- | ---------------------- |
| Агалатовське сільське поселення     | 6393                       | 7          | Агалатово              |
| Бугрівське сільське поселення       | 5949                       | 8          | Бугри                  |
| Всеволожське міське поселення       | 45526                      | 3          | Всеволожськ            |
| Дубровське міське поселення         | 5472                       | 2          | Дубровка               |
| Занєвське сільське поселення        | 5889                       | 9          | Занєвка                |
| Колтушське сільське поселення       | 9085                       | 19         | Колтуші                |
| Кузьмоловське міське поселення      | 9895                       | 4          | Кузьмоловський         |
| Куйвозовське сільське поселення     | 11005                      | 17         | Куйвозі                |
| Лєсколовське сільське поселення     | 7338                       | 12         | Верхні Осельки         |
| Морозовське міське поселення        | 10691                      | 7          | селище імені Морозова  |
| Мурінське сільське поселення        | 5660                       | 2          | Муріно                 |
| Новодєвяткінське сільське поселення | 9813                       | 1          | Новоє Дєвяткіно        |
| Разметєлєвське сільське поселення   | 4704                       | 13         | Разметєлєво            |
| Рах'їнське міське поселення         | 6017                       | 13         | Рах'я                  |
| Романовське сільське поселення      | 7266                       | 6          | Романовка              |
| Свердловське міське поселення       | 10192                      | 10         | селище імені Свердлова |
| Сертоловське міське поселення       | 39500                      | 1          | Сертолово              |
| Токсовське міське поселення         | 6860                       | 5          | Токсово                |
| Щегловське сільське поселення       | 3966                       | 8          | Щеглово                |
| Юкковське сільське поселення        | 2490                       | 5          | Юккі                   |

## Населені пункти
28 грудня 2004року через відсутність мешканців були ліквідовані села Посечено і Самарка Всеволожського району.